# 科里多
科里多（義大利語：Corrido），是意大利科莫省的一个市镇。总面积6平方公里，人口819人，人口密度136.5人/平方公里（2009年）。ISTAT代码为013077。